# Parsonsia buruensis
Parsonsia buruensis là một loài thực vật có hoa trong họ La bố ma. Loài này được (Teijsm. & Binn.) Boerl. mô tả khoa học đầu tiên năm 1899.